# Luca Zidane
Luca Zinedine Zidane (ur. 13 maja 1998 w Marsylii) – francuski piłkarz występujący na pozycji bramkarza w hiszpańskim klubie Granada CF   oraz młodzieżowych reprezentacjach Francji. W 2015 roku wraz z kadrą do lat 17 sięgnął po młodzieżowe Mistrzostwo Europy. Syn Zinédine’a Zidane’a, posiada także obywatelstwo hiszpańskie. Ma trzech braci Enzo, Theo i Elyza.

## Sukcesy
Francja
- Mistrzostwo Europy do lat 17: 2015[1]